# Andrzej Zagrodzki

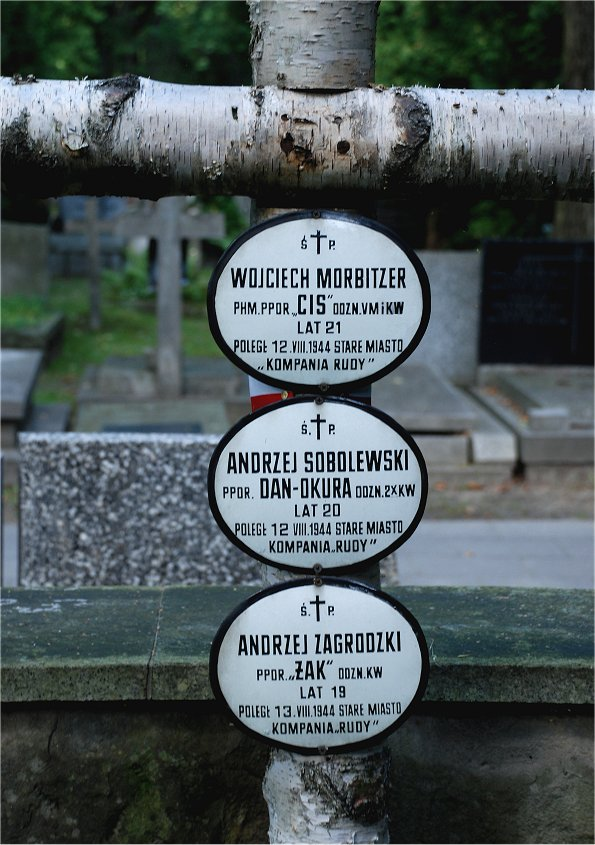
Mogiła na Powązkach

Andrzej Zagrodzki ps. „Żak” (ur. 19 lutego 1925, zm. 13 sierpnia 1944 w Warszawie) – podporucznik, uczestnik powstania warszawskiego w I plutonie „Sad” 2. kompanii „Rudy” batalionu „Zośka” Armii Krajowej.

## Życiorys
Podczas okupacji hitlerowskiej działał w polskim podziemiu zbrojnym. Ukończył Szkołę Podchorążych Rezerwy Piechoty „Agricola”.
13. dnia powstania warszawskiego został ciężko ranny w walce. Z odniesionych ran zmarł w szpitalu Jana Bożego przy ul. Bonifraterskiej 12 na Starym Mieście. Miał 19 lat. Pochowany w kwaterach żołnierzy i sanitariuszek batalionu „Zośka” wraz z ppor. Andrzejem Sobolewskim i phm. ppor. Wojciechem Morbitzerem na Wojskowych Powązkach w Warszawie (kwatera A20-2-2).
Odznaczony Krzyżem Walecznych.